# Gólem (agyagember)

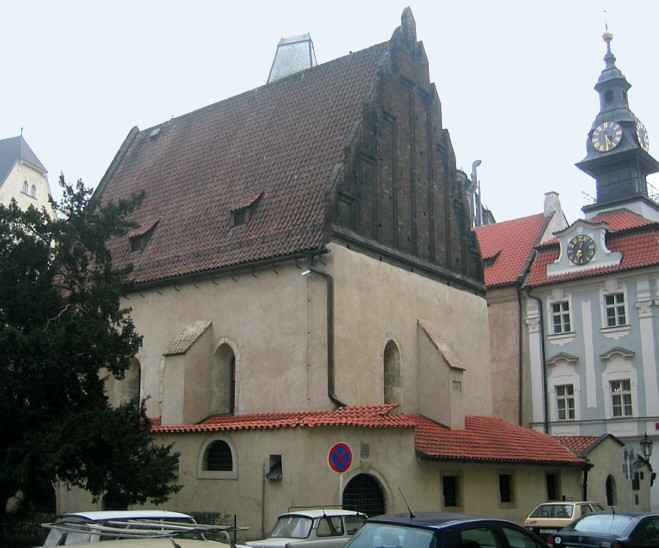
A Régi-új zsinagóga Prágában

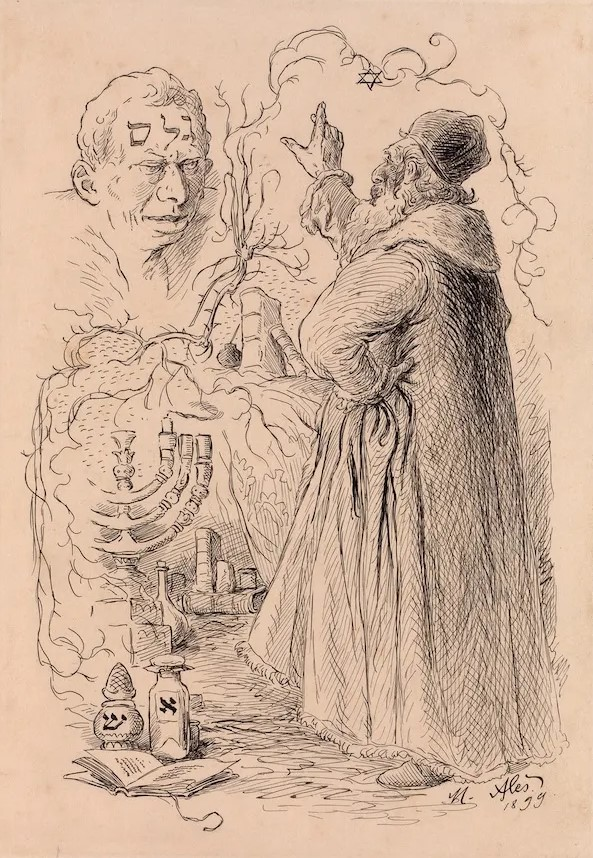
Löw rabbi és a Gólem

A gólem (héber szó, jelentése: alaktalan, élettelen tömeg) idomtalan, varázsigék segítségével agyagból életre keltett emberi alak.

## Története
A zsidó folklór népmondája szerint a 16. század vége felé a prágai gettóban Maharal (Júda Löw ben Becalél rabbi) a misztikus és titkos tan, a kabbala segítségével életet varázsolt a Moldva folyó partjáról származó agyagból gyúrt műemberbe annak szájába helyezett varázserejű papír segítségével, majd a gólem a szombatnapig mindenféle szolgálatot elvégzett neki. Ha a rabbi az Isten nevével ellátott cédulát elvette tőle (ami nem volt egyszerű, mivel a gólem azt mindenképpen megpróbálta megakadályozni), akkor ismét agyagtömeggé vált. A maradványait a legenda szerint még ma is őrzik a prágai Régi-új zsinagóga padlásán. A zsidó köznyelvben a gólem bárdolatlan, együgyű embert is jelent.
A gólemtörténetek megtalálhatóak a sumér legendákban is, ahol Enki (sumer: „a föld ura”, „az alsó ura”) két embert gyúrt agyagból, mert azt akarta, hogy ők dolgozzanak az istenek helyett. Mivel hasznosnak ítélte a művét, két újabb gólemet, Kurgarrut és Kalaturrut teremtett meg az agyagból. A nem nélküli két lény vigyázta az „élet vizét”. Ezután Enki leküldte Kurgarrut és Kalaturrut az alvilágba az „élet vizével”, hogy támasszák fel Innint, a termékenység istennőjét.
Továbbá a gólemet vésettel hozhatták életre (például a prágai és chełmi történetek néhány verziójában, mint ahogy a Grimm fivérek történetében is), az „emet” szó (אמת, „igazság” héberül) lett homlokára írva. A gólem ismét élettelené vált az első betű, az aleph (א) eltávolításával. Ez megváltoztatta az „igazság” szót a „halott” szóra (met מת, jelentése "halott").
A Gólem-legenda alapján számos film, könyv és más műalkotás született.